# Heinz Satrapa
Pour les articles homonymes, voir Satti et Satrapa (homonymie).
Heinz « Satti » Satrapa (né le 7 juillet 1927 à Zwickau en Allemagne et mort en mars 2001) était un joueur et entraîneur de football est-allemand.

## Biographie

### Joueur
En DDR-Oberliga, la D1 est-allemande, il a évolué pour le Horch/Motor Zwickau et le Wismut Aue/Wismut Karl-Marx-Stadt.
Heinz Satrapa commence sa carrière en 1937 avec le club du VfL Zwickau. Pendant la guerre, il joue jusqu'en 1952 au Motor Zwickau après avoir joué au SG Zwickau-Mitte, SG Planitz puis au ZSG Horch Zwickau.
Il remporte le championnat d'Allemagne de l'Est 1950 et en devient le meilleur buteur avec 23 buts.
Il rejoint à l'été 1952 le Wismut Aue, avec qui il commence la saison 1952/53 avec ses coéquipiers Willy Tröger et Armin Günther. 1952 marque également sa première sélection en équipe de RDA contre la Roumanie le 26 octobre 1952[réf. nécessaire].

### Entraîneur
Durant sa carrière d'entraîneur, Heinz Satrapa prend tout d'abord les rênes du Chemie Glauchau (de 1960 à 1964), de l'Aktivist Karl Marx Zwickau (entre 1964 et 1966), du Motor WEMA Plauen (de 1966 à 1968) puis du Motor Bautzen (entre 1968 et 1970).
Il meurt en 2001 d'une crise cardiaque.